# 温州市图书馆
温州市图书馆是一座位于浙江省温州市的地市级公共图书馆，建立于1919年5月。其馆址位于浙江省温州市鹿城区市府路506号。温州市图书馆藏书300多万册、电子图书137万册。目前，温州市图书馆是由文化和旅游部评定的国家一级图书馆。

## 历史

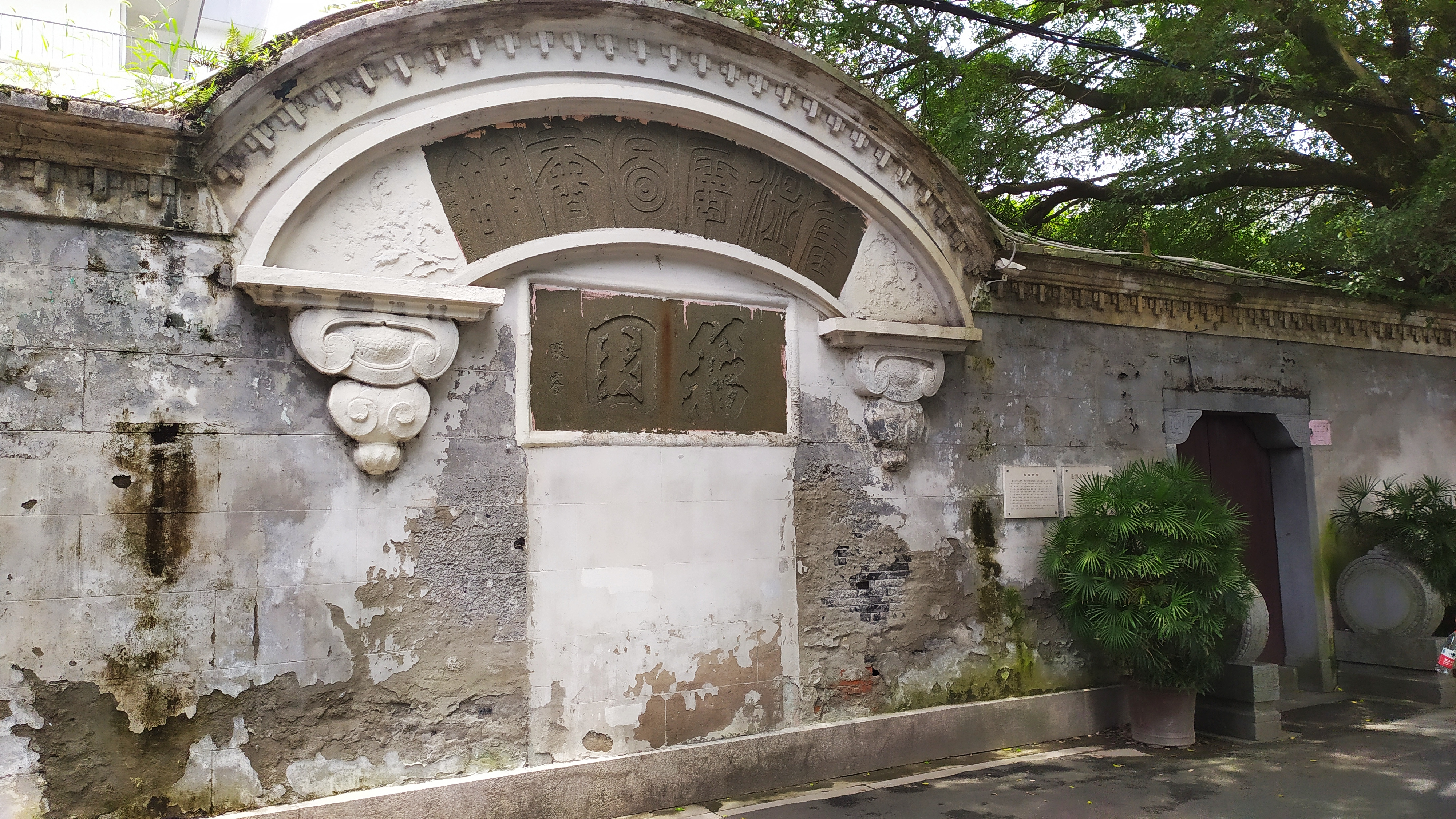
籀园图书馆旧址

温州市图书馆的前身为温属六县公共图书馆，又名籀园图书馆，其建立于1919年5月，是为了纪念孙诒让而建设的。在抗日战争时期，温州市图书馆多次组织员工将珍、善本图书及版片转移至山区，以躲过战火。图书馆在1950年6月改名为温州市图书馆，1953年5月迁入沧河巷新馆址。后在1955年正式更名为温州市图书馆。在文化大革命时期，温州市图书馆曾被迫闭馆数年。1973年，温州市图书馆迁至位于县前头的新建馆舍。由于原馆舍较小，在1998年，温州市图书馆迁至了府学巷新馆址（即今少儿分馆馆址）。2005年12月，温州市图书馆搬迁至市府路馆舍。2018年5月对馆舍进行了升级改造，并于2019年第二季度重新向公众开放。

## 馆舍
温州市图书馆位于市府路506号的现用馆舍启用于2005年12月，并于2018年重新装修。管内共有7层，一层为图书馆食堂与新开辟的低幼文献借阅室；二层为少儿文献借阅室、总服务台、自助还书机、小剧场与展览厅；三层为社科文献借阅室、籀园学堂及母婴室；四层为社科文献借阅室、品读区、参考文献阅览室和视力障碍读者服务区；五层为科技文献借阅室、报刊阅览室和温州方言馆；六层为新媒体阅览区、阅秀区、放映室、电子阅览室、讨论室、音乐客厅、音乐欣赏区、视听资料外借区、录音室以及采编部；七层为古籍地方文献阅览室及“温州学”文献中心。图书馆西侧一层还设有24小时城市书房。
| 七层 | 古籍地方文献阅览室                       | “温州学”文献中心       | “温州学”文献中心       |
| 六层 | 新媒体阅览区、阅秀区、放映室、电子阅览室 | 采编室                 | 采编室                 |
| 六层 | 音乐客厅、音乐欣赏区                     | 视听资料外借区、录音室 | 视听资料外借区、录音室 |
| 五层 | 科技文献借阅室、报刊阅览室               | 温州方言馆             | 温州方言馆             |
| 四层 | 社科文献借阅室、品读区                   | 参考文献阅览室         | 参考文献阅览室         |
| 三层 | 社科文献借阅室                           | 籀园学堂               | 籀园学堂               |
| 二层 | 少儿文献借阅室                           | 总服务台               | 总服务台               |
| 二层 | 自助还书机                               | 小剧场与展览厅         | 小剧场与展览厅         |
| 一层 | 低幼文献借阅室                           | 食堂                   |                        |

## 馆藏
截至2019年，温州市图书馆共有449万余册馆藏。温州市图书馆还藏有初版《共产党宣言》、孙诒让手稿、齐白石真迹等各种珍贵书籍、稿抄本、书画。温州市图书馆还提供馆际通阅互借业务，至2010年，已与上海图书馆、国家图书馆、清华大学图书馆、浙江大学图书馆、浙江图书馆建立馆际互借协议

## 馆务

### 馆务概况
2016年全年接待到馆读者369.7 万人，馆藏总外借294.85 万册，与2015年相比分别提升了25%和8%。

### 数字服务
温州市图书馆提供微信公众号“服务大厅”功能，读者可借助此平台进行在线书目检索、图书借阅、借阅历史查询等。

### 汽车图书馆
温州市图书馆利用汽车图书馆的方式，到各社区、单位开展上门办证、借阅服务。2016年，温州市图书馆的6辆流动图书车每周服务36个社区，外借图书共18万册。

### 儿童知识银行
温州市图书馆在全国首创未成年人阅读指导项目“儿童知识银行”。这一项目让儿童通过阅读或者成为图书馆志愿者等方式，获取“知识币”。该项目曾获得浙江省基层公共文化服务创新奖第一名。

### 城市书房
温州市图书馆在全国首创城市书房的阅读模式，以打造都市“15分钟阅读圈”。城市书房的场地、装修等费用全部由社会力量提供，日常管理则由志愿者维护。